# Glyme

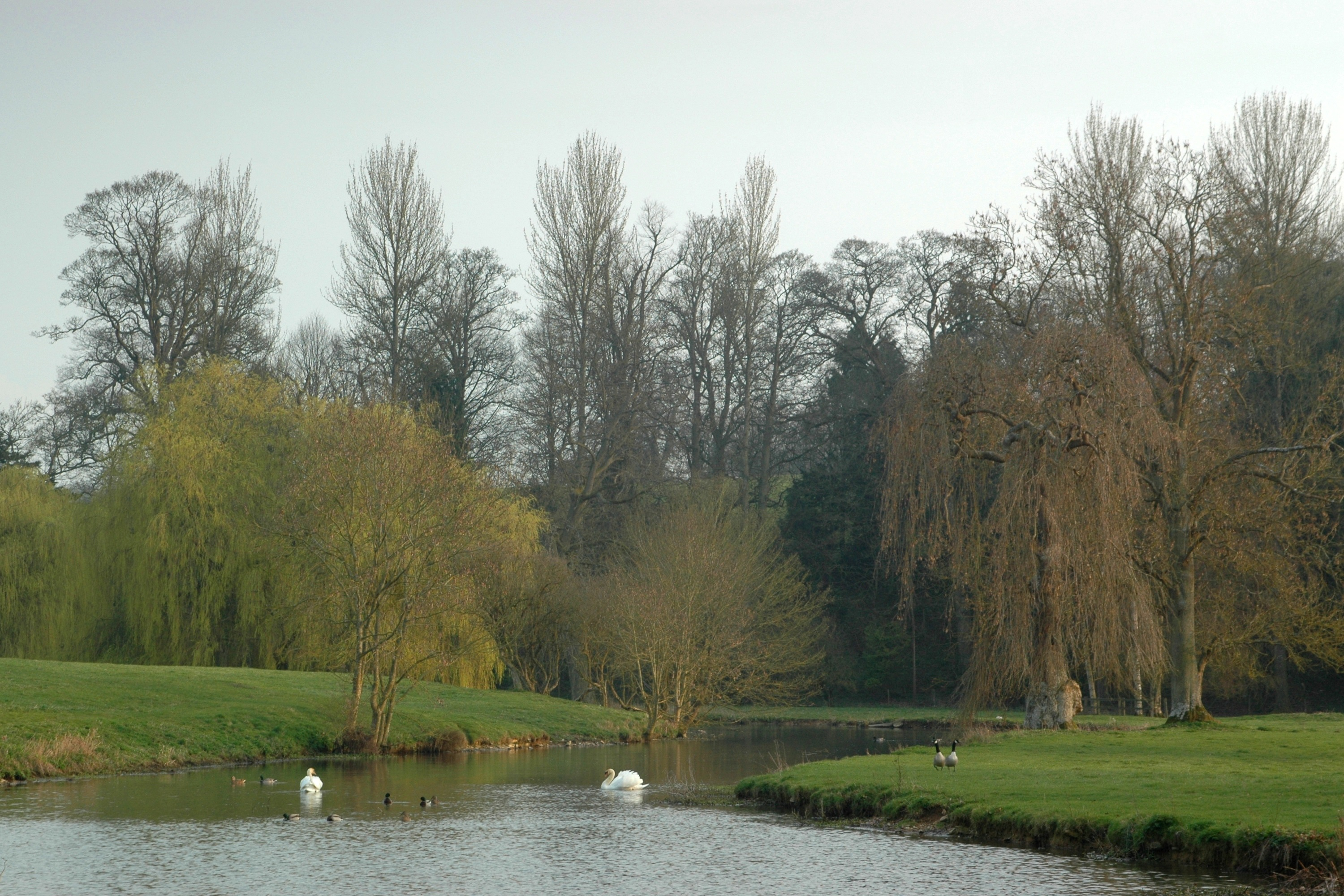
Il fiume Glyme nei dintorni di Kiddington Hall

Il fiume Glyme è un fiume dell'Oxfordshire, in Inghilterra. Esso è un tributario del fiume Evenlode. Sorge a 1,6 km a est di Chipping Norton ed attraversa Old Chalford, Enstone, Kiddington, Glympton, Wootton e Woodstock dove scorre nel parco di Blenheim Palace. A Wootton il Glyme prende acqua dal fiume Dorn. Il Glyme prende anche le acque dell'Evenlode poco più a sud del parco di Blenheim, presso Bladon.
Il Glyme è stato canalizzato nei tratti presso Cleveley, Kiddington, Glympton e Blenheim. A Blenheim, "Capability" Brown utilizzò l'acqua del fiume per formare un lago di fronte a Blenheim Palace.
La parte superiore della valle del Glyme è un Site of Special Scientific Interest.
Il nome del fiume è derivata da una parola bretone che significa "ruscello luminoso".